# Apriona trilineata
Apriona trilineata là một loài bọ cánh cứng trong họ Cerambycidae.